# ホルツミンデン
ホルツミンデン (ドイツ語: Holzminden, ドイツ語発音: [hɔlt͜sˈmɪndn̩] ( 音声ファイル)) は、ドイツ連邦共和国ニーダーザクセン州ホルツミンデン郡の郡庁所在地である。
2003年から公式に「香りの街」を称しているヴェーザー川に沿ったホルツミンデンは、ハノーファー＝ブラウンシュヴァイク＝ゲッティンゲン＝ヴォルフスブルク大都市圏に属している。

## 地理

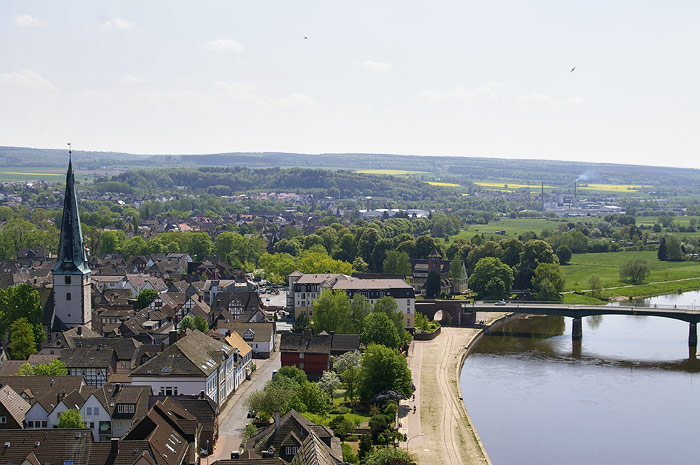
ホルツミンデンとヴェーザー川

### 位置
ホルツミンデンは、ヴェーザー川沿い中低山地ゾリング山地北西麓のヴェーザーベルクラントに位置している。さらに北にはフォーグラー山地、その向こうにはイート山地がある。ニーダーザクセン州の州都ハノーファーへは連邦道で約 80 km の距離にある。
ヴェーザー川上流の東岸にあるこの街の南東から北西方向へホルツミンデ川が流れており、市内で東から流れてきたデュレ・ホルツミンデ川がこれに注ぐ。さらに市の東部にあるピッピング地区では東から流れてきたハッセルバッハ川がデュレ・ホルツミンデ川に合流する。ホルツミンデ川は市内を流れ終えるとすぐに市の西の境界で南から流れてきたヴェーザー川に合流する。ヴェーザー川はホルツミンデン付近ではノルトライン＝ヴェストファーレン州と接する西の州境をなしている。
州境をはさんで接するノルトライン＝ヴェストファーレン州の集落は、リュヒトリンゲン、シュターレ、ヘクスター（いずれもヘクスター市に含まれる地区名）である。ヴェーザー川西岸のやや南、すなわち上流側にコルヴァイ修道院がある。

### 隣接する市町村
ホルツミンデンは、北から時計回りに以下の市町村と境を接する。ザムトゲマインデ・ベーヴェルンに属すベーヴェルン、市町村に属さないホルツミンデン地区とメルクスハウゼン地区（以上、ホルツミンデン郡）、市町村に属さないゾリング地区（ノルトハイム郡）、ザムトゲマインデ・ボフツェンに属すデーレンタール、市町村に属さないボフツェン地区（再びホルツミンデン郡）、そしてノルトライン＝ヴェストファーレン州ヘクスター郡の郡庁所在地ヘクスターである。

### 市の構成

#### 概要
ホルツミンデン市には、中核市区とアラースハイムの他、かつては独立した町村であったノイハウス・イム・ゾリング市区、ジーベルボルン市区が含まれる。これらの市区は1973年の地域再編により合併した。これらの市区は中核市区の東にあるゾリング山地に位置しており、それぞれ区議会を有している。。また、やはりゾリング山地に位置する旧町村ミューレンベルクも本市の市区を形成しており、区長を立てている。

#### 市区
ホルツミンデンの市区とその面積を示す。
| 市区名                         | 面積(ha) | 備考                           |
| ------------------------------ | -------- | ------------------------------ |
| ホルツミンデン中核市区         | 2,726.99 |                                |
| ノイハウス・イム・ゾリング市区 | 5,150.84 | フォーレンプラッケン集落を含む |
| ジーベルボルン市区             | 926.70   | トルフハウス集落を含む         |
| ミューレンベルク市区           | 20.02    |                                |

## 歴史

### 古代から18世紀まで
ホルツミンデンは、多くのコルヴァイ修道院の寄進記録簿に832年に初めて記録され、Holtesmeni、Holtesmini、Holtesmynne といった名称で記述されている。この地名は、エドヴァルト・シュレーダー教授の著書「Deutsche Namenkunde」（1938年、ゲッティンゲン）の主張によれば、"menni" は古代ゲルマン語で「小川」を意味しており、全体では「森の小川」を意味する名称であるとしている。ただし、この集落は現在の中核市区ではなく、1922年に合併したアルテンドルフ（1272年に antiqua villa = 古い村と記録されている）を指していた。この村は、ニーダーラインからヴェストファーレンを通って東（ブラウンシュヴァイク、さらにはライプツィヒ）へ向かう街道がヴェーザー川を渡る場所に設けられた大きな定住地であった。アルテンドルフの近くに、おそらく1197年から1202年までの間にエーファーシュタイン伯の市場町・関税所として nova plantatio（新しい町）が建設された。その計画的な町の構成は現在も明らかに見て取ることができる。
1245年に Holtesminne（ホルツミンデン）の都市権がエーファーシュタイン伯のオットー2世によって認められた。1240年以降はヴェーザー川沿いに城が築かれた。1394年にはコルヴァイ修道院とエーファーシュタイン伯との間で Borchfrede to Holtesmynne が締結された。

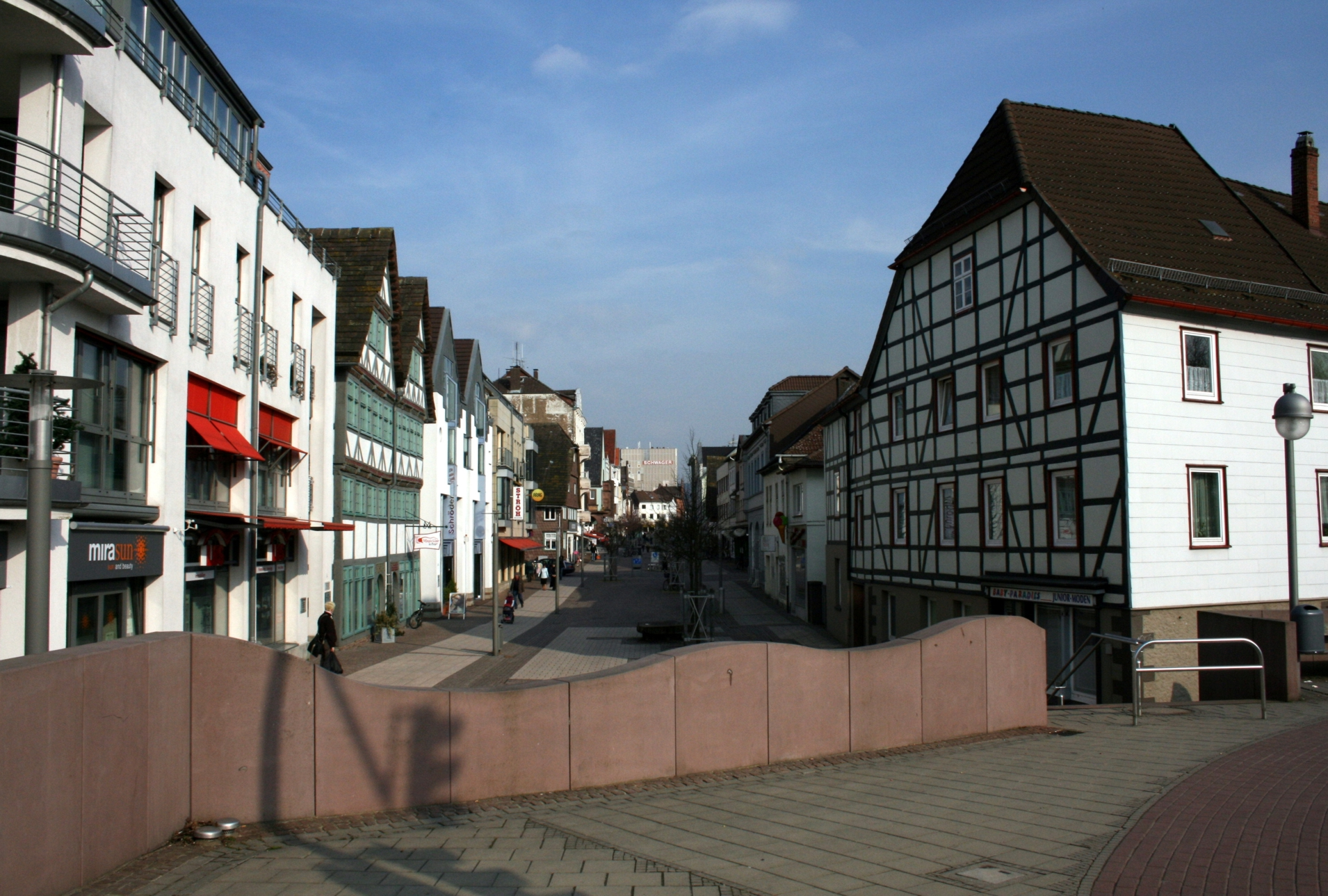
オベーレ通りにある市壁を象徴するモニュメント

16世紀末には城は放棄され、結局1860年に解体された。ホルツミンデンは、多くの他の都市がそうしたような塔や市壁で囲んで武装を強化することなく、昔ながらの簡素な防衛施設（土塁と柵）で十分としたのである。
1235年に制定された諸侯権に関する国法上の認識についての激しい議論から、ヴェルフ家と1408年にエーファーシュタイン伯から離反したホムブルク家がヴェーザー川沿いを侵出してきた。16世紀初め以降、この街は専らブラウンシュヴァイク＝リューネブルク家のヴォルフェンビュッテル系の所有地となった。
1540年4月18日、コルヴァイ修道院の依頼により Stettlin Holzmin は皇帝カール5世の保護を受けた。
1565年に、現在もある市場の西側に、切妻造りの市庁舎が建設された。ここには市裁判所、金庫、ホール、レストランがあった。この建物は度重なる戦乱や旧市街の火事を耐えてきたが、1821年に老朽化のため取り壊された。
その後、この街は隣接するヘクスターに対して経済的優位に立とうとする試み（1619年に両者の間に初めて木製の橋が架けられたが、1620年の雪解けの氷により破壊された）が行われたが、三十年戦争で停滞した。ホルツミンデンは1640年に皇帝軍に攻撃され、火を付けられ、なかなか立ち直ることができなかった。街の再建にはクロアチアからの手工業職人が大きく寄与した。
ホルツミンデンは、1742年 - 1763年に在職した上級市長ヨハン・ゲオルク・フォン・ランゲンや、アーメルングスボルン修道院学校と市の学校との連携などにより、18世紀中頃からやっと目的の明確な建築上、経済上の振興が再開され、中でも1745年に製鉄所が設立された。
宗教上では、論理的な神学者で数学者としても重要な市司祭で、1775年から1779年までアーメルングスボルン修道院の名目上の院長を務めたヨハン・フリードリヒ・ルートヴィヒ・ヘーゼラーが活動を続けていた。1831年、ドイツ初の、現存する最古の建築専門学校が郡の建築監督官フリードリヒ・ルートヴィヒ・ハールマンによって設立された。この学校は専門大学となり、2000年からは HAWK専門大学ヒルデスハイム・ホルツミンデン・ゲッティンゲンと称している。
1754年4月に「Herzogliches Leyhaus」（公立の質屋）が市内に設けられた。これは1765年からブラウンシュヴァイク公の公営銀行となり、1970年以降はNORD/LBに統合された。

### 郵便の歴史
ヘンリ・バーデによれば帝国郵便は1700年以前にすでに整備されていた。ブラウンシュヴァイク国営郵便も1743年以前にすでにホルツミンデンにあった。つまり、1743年にブラウンシュヴァイクからホルツミンデンへの郵便が機能する以前から、ブラウンシュヴァイクからガンダースハイムやホルツミンデンを通ってパーダーボルンへの郵便馬車のルートが確立されていたのである。

### 19世紀
1811年から1814年までこの街はナポレオン・ボナパルトが統治するフランスの支配下に置かれ、ヴェストファーレン王国に編入されていた。1814年以降ホルツミンデンはブラウンシュヴァイク公国領となった。
1817年にヴェーザー号という名の貨物蒸気船がヴェーザー川を初めて航行した。1821年にはマルクト広場沿いの老朽化した市庁舎が取り壊された。1833年1月1日にこの街は、ブラウンシュヴァイク公国のホルツミンデン郡の行政機能所在地となった。文学面では、ホルツミンデンは、ヴィルヘルム・ラーベ（1831年 - 1910年）によって有名である。彼は子供時代をこの街で過ごし（1845年まで）、その作品にこの街をしばしば登場させている。1840年からピッピングで石材研磨工場ホルツヴァーレンファブリーク・フリッツ・ウルリヒ GmbHが生産を開始し、1960年代まで稼働していた。1843年10月10日、旅客船がヴェーザー川を航行した。ヘルマン号という名のこの船はハーメルンからハン・ミュンデンまでを初めて航行した。ハーメルン出身の政治家フリードリヒ＝ヴィルヘルム・マイヤーはオーバーヴェーザー蒸気船会社 (OWD) を設立し、後に石炭を燃料とする外輪船カイザー・ヴィルヘルム号、クローンプリンツ・ヴィルヘルム号、フュルスト・ビスマルク号、グラーフ・モルトケ号などを用いて旅行客の増加に寄与した。OWD は 2002年に破産を申告した。1845年10月19日、ノイエン通りに新しい学校が完成した。この建物は、1876年/77年にカール通りに新しい学校が造られて以後、市庁舎として増改築がなされた。1849年1月15日から5月20日までヴィルヘルム・エルトマン・フローリアン・フォン・ティーラウがフランクフルト国民議会にホルツミンデン代表となった。同じ年に現在も存続している MTV49ホルツミンデンe.V. が設立された。
1865年、人口 4,788 人となっていたこの街は鉄道アルテンベーケン - クライエンゼン線によって鉄道網と結ばれた。ブラウンシュヴァイク南線（ブラウンシュヴァイク公国国営鉄道）が王立ヴェストファーレン鉄道と結ばれることでライン＝ヴェストファーレン工業地域の重要な交通路が確立され、これは1868年にマクデブルクを経由してベルリンへと延長された。かつては複線の幹線鉄道であったが、1945年以後の東西ドイツ分断による交通の流れの変化により、その重要性を失った。この路線はいくつかの箇所で単線の運行に縮小された。1871年のこの街の人口は 5,932 人となった。
1874年に香料会社ハールマン＆ライマー社が設立された。この会社は人工バニラ・アロマの製造法を発見した。1919年に同業種の Dragoco-Werk が創業された。2003年に両社は合併し、シムライズ社が発足した。現在でもホルツミンデンはドイツの香料産業の中心地である。
1876年10月に鉄道ホルツミンデン - シェルフェーデ線が開通した。旅客運行は1984年まで、貨物運行も2006年に廃止された。
1878年から1890年までホルツミンデンはブラウンシュヴァイク公国の地方裁判所の所在地であった。1878年にアスファルトとタール製造機の専門会社リヒャルト・ヘンネKG が設立された。1879年には家具職人のハインリヒ・コシェルがハーフェンダム3番地に家具工房を設けた。この家具会社は1950年代に、その息子によってリヒャルト・コシェル家具会社 & Co. KG と改名され、"RiKO" の商標で生産を行っている。後にアラースハイマー通りに家具販売店を設けた。1881年、建築家でホルツミンデン建築学校の元教師ベルンハルト・リーボルトがヴィルヘルムスヒュッテにセメントとコンクリートの会社を設立した。後にこの会社はキールのハーバーマン＆グッケスと合併し、1940年までハーバーマン＝グッケス＝リーボルトAG、それ以後はハーバーマン＆グッケスAGという名称で操業していた。現在はコンクリート会社ミュラー＝アルトファターが、かつての伝統ある企業の後継会社として経営を行っている。
1884年7月に帝国道64号線のホルツミンデンとシュタールとの間にヴェーザー川の橋が建設された。工費は287,500マルクであった。1885年9月30日、ヴェーザー川の橋は市長シュラーダーによって開通され、渡し船は廃止された。同じ年、木工会社のフリッツ・ウルリヒがピッピングに設立された。また、1895年には缶詰用のブリキ加工会社カール・レーゼがアラースハイマー通りに設立された。さらに1897年には運送会社のカール・バルケ、1899年には小売店のケーゼル、1900年には運送会社ヴィルヘルム・グローテが設立された。1894年に体操クラブ・ドイチュ・アイヒェ・ホルツミンデン・フォン 1894 e.V. が、その3年後に男子体操クラブ MTV アルテンドルフ e.V. が発足した。

### 20世紀
1900年に、ジルベッカー・ベルクにガラス容器の機械生産を行うグラスヒュッテンヴェルゲ・ホルツミンデンと、ヴァッサー・ウント・リヒト・インスタラティオンスグロースハンドルング eG が設立された。この他に19世紀の末までに古物・金属商のイスラエル・コルンベルクによる I.コルンベルクOHGが設立された。この会社は1930年には売上高24万帝国マルクの成功を収めた。1901年にはホルツミンデン・ライフアイゼン農業信用金庫 eG がアルテンドルフ（1922年からホルツミンデンに合併）に設立された。この金融機関は2003年にヴェーザーベルクラント国民銀行 eG と合併した。
1904年にヴェーザー埠頭とアルテンベーケン - クライエンゼン線の駅とを結ぶ港湾線が設けられ、最初は製糖会社の、後には穀物サイロの荷物の積み替えに利用された。1906年、ベンノ・ハイネとハインリヒ・ペンケによってシュパーレンベルク通りにハイネ＆ペンケ社が設立された。この会社は最初オイルとパラフィンを用いてサイジング紙を製造していた。1910年のこの街の人口は 11,474 人であった。1913年4月、初めてのサッカークラブ VfBホルツミンデンが設立された。1917年、マシーネンバウ・アクティーンゲゼルシャフト (MAG) バルケがホルツミンデンの蒸気製材所の運営を開始した。

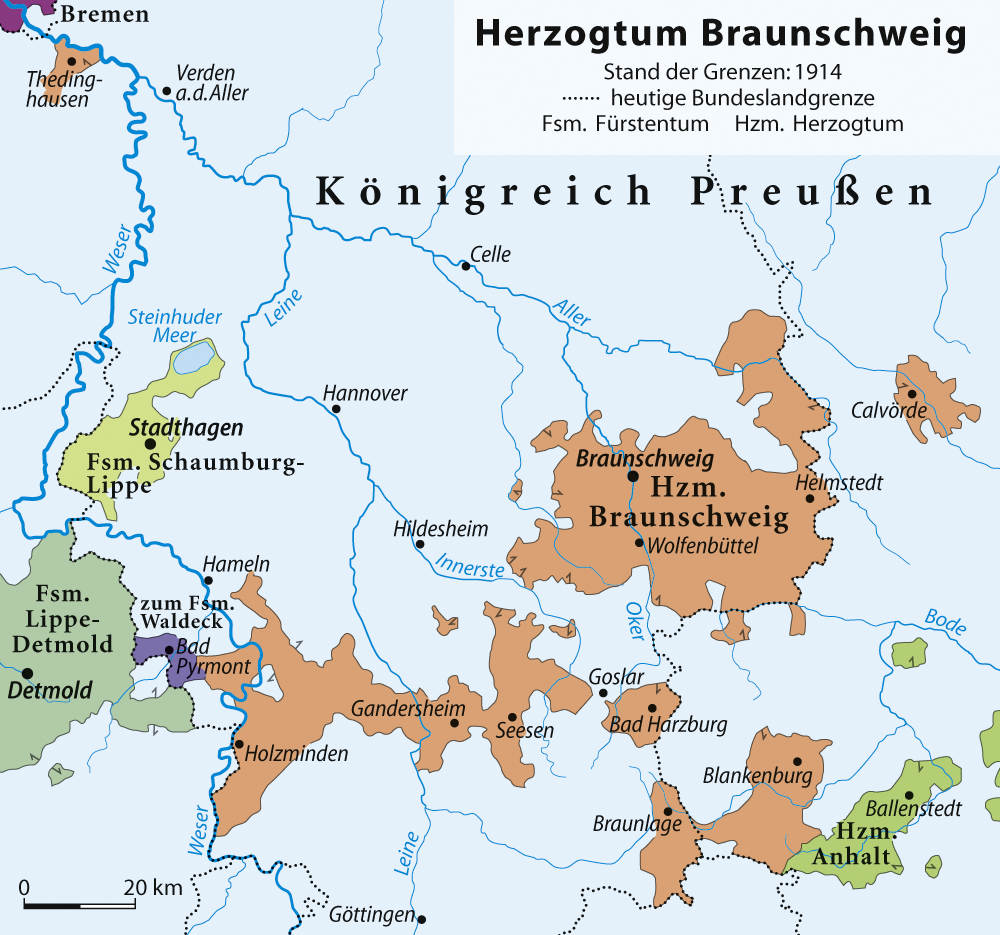
1914年のブラウンシュヴァイク公国領地図。（オレンジ色部分）

第一次大戦中、この街の郊外にある陸軍練兵場に、1万人の捕虜が収容できる戦争捕虜収容所が設けられた。この収容所はカール・ニーマイヤーが所長を務め、歩兵台174連隊の管轄下に置かれた。早くも1914年から敵国の捕虜や、ドイツ人政治犯罪者が収容され始めた。収容者は孤独、困窮、軽い懲罰に苛まれながらも、その生存率は低くなかった。規律と罰則は極めて厳格であった。最初の人質は1917年に送還された。その他の人々は、1918年7月に1,000人が解放された。やはりホルツミンデンに連行されていた女性はこれよりも劣悪な条件下に置かれていた。衛生状態が悪い上、見せしめと配給不足のためいつまでも立たされ続けたのである。
1918年7月に戦争捕虜収容所で第一次世界大戦における最大の脱走事件が起こった。75人のイギリスとオーストラリアの士官（スタンリー・パーヴス中佐と兵卒のディック・キャッシュが中心となった）が加わった。しかし、29人の捕囚がトンネルから脱走した後、看守が戻ってきて気付き、脱走は阻止された。10人の士官は逃走に成功し、後にオランダにまでたどり着いた 。トンネル脱走に加わったイギリスの士官ヒュー・ジョージ・ダーンフォードは1920年に有名な本『ホルツミンデンのトンネル』を執筆した。
1922年に境を接するアルテンドルフがホルツミンデン市の一部に合併された。アルテンドルフ町は、1921年5月10日、ブラウンシュヴァイク州とホルツミンデン市を相手に憲法違反を帝国国事裁判所に訴え、これを阻止しようと試み、敗れた。
1925年にフュルストベルガー通りに木レンガ・製材所エルンスト・オットー・ベッカーが創設された。ここでは建設資材や石炭の販売も行った。工場主のエルンスト・オットー・ベッカーは1932年にNSDAPの市代表となった。1927年10月1日、オットー・ザッセは同名の合板製造の会社を興した。同じ年にコッホ書籍・オフセット印刷も起業している。ペーター・バッハマンとオットー・ベッヒャーは1928年にホルツミンデンとエッシャースハウゼンに工場を有するヴェーザー＝シュパンホルツヴェルクGmbHを設立した。この会社は1950年には2つの工場を併せて従業員560人を擁する規模になった。1928年にはテニスクラブ・ホルツミンデン・フォン 1928 e.V. が発足している。1931年、エーリヒ・パンネッケ・機械製造・旋盤所 GmbH が創業した。1932年12月1日にホルツミンデン融資協会 eGmbH が設立された。この会社は1939年3月20日にホルツミンデン国民銀行eGmbHと改名され、1970年からはさらにヴェーザーベルク国民銀行へと拡大した。1930年代前半に起こった市民運動により、プロテスタントの精神で病院運営することを目的とする基金が設立された。その結果、プロテスタント病院ホルツミンデンは1933年3月19日に開院し、ハーフェンダムの市立病院を引き継いだ。現在このプロテスタント教会 eGmbH は、2002年からプロ＝ディアコ・ホールディングに属している。
1933年に国家社会主義者によって市立公園内に民会場が建設された。この場所は現在グリル・遊技広場として利用されている。
1934年にオットー・キュンネッケ金属製造 GmbH、後のオットー・キュンネッケ機械製造・設備技術が設立された。この企業家は後に本市の名誉市民に叙された。1936年、「国民経済に重要な」ホルツミンデンで3番目に大きな化学会社が国家助成金によって創設された。巨大なパーコレーターと蒸留装置とを備えたホルツフェアツッケルングスゲゼルシャフト mbH は、かつてのベルトリングシェン・エッシヒファブリークの跡地に1938年に創業された。市内の数多くの木工会社から出されるオガクズから、希硫酸を加えて塊状の糖分や、発酵させ蒸留することで様々な種類のアルコールを月産40万リットル生産している。1950年には230人の従業員がいた。
1938年の水晶の夜に、カッツェンスプルング近くにあった1838年建造のシナゴーグも破壊され、1968年に取り壊された。

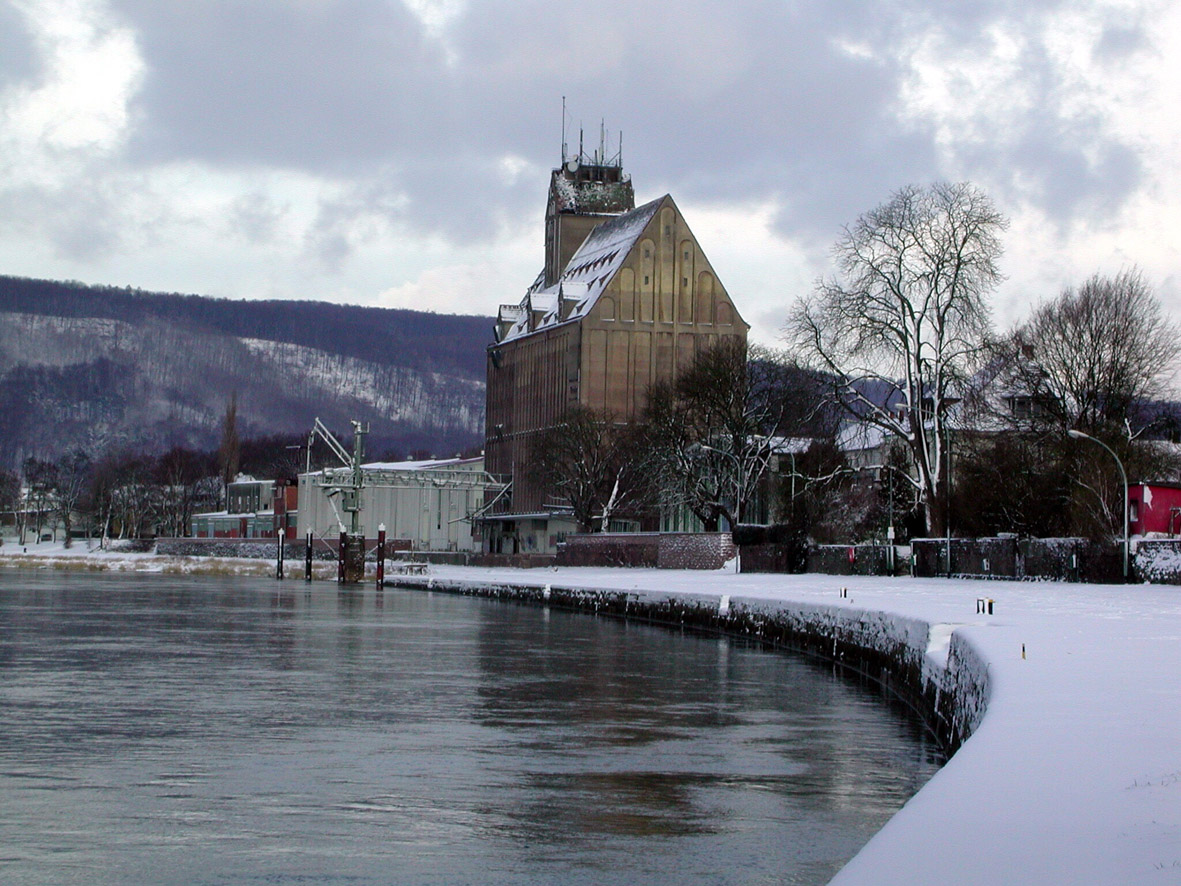
ヴェーザー埠頭と穀物サイロ

ヴェーザー埠頭には1939年から1941年の間に、戦争に重要な穀物サイロがカムフラージュした14階建ての建物（高さ 55 m）として建設された。この建物は現在も市で最大の建物で、ルドルフ・レオポルト・リーケ GmbH & Co.、現在の RLRロジスティクによって近代的な穀物倉庫として運用されている。
1941年6月22日、アラースハイマー通りとアラースハイムとの間に軍用機のビュッカー Bü 131が墜落した。パイロットのベルリン＝ガートーの航空学校のディーター・ランハルト一等兵がこの事故で落命した 。
1943年3月1日、刑事警察がホルツミンデンで8人のジプシーを逮捕した。彼らは後にアウシュヴィッツ強制収容所に送られた。
第二次世界大戦では、1943年5月17日、イギリスの戦闘爆撃機がエーダー湖やメーネタール湖のダムを空爆し、破壊した。これにより1億7200万m3の水がヴェーザー川に流れ込み、ホルツミンデンの中心部や周辺の穀物畑が水に浸かった。
1943年の夏にシュティーベル・エルトロンが、破壊されたベルリンからホルツミンデンに移転した。軍備品の生産には、ベルリンから来た常雇いの従業員、ホルツミンデンの従業員と、1944年4月1日からリュヒトリンガー通りに連行された強制労働の戦争捕虜（主にイタリア人）が従事した。
1943年8月、市立公園にハインケル He111軍用機が墜落した。これにより乗員は死亡した。また敵機との空中戦が増加し、ドイツ機（1943年10月10日に2機のメッサーシュミット Bf109が墜落）や敵の飛行機がホルツミンデン近郊に墜落した。
1944年2月、米軍の戦闘機P-38 ライトニングが市内練兵場のドイツ国防軍によって撃墜され、アインベッカー通りに墜落した。米軍パイロットはこの墜落により死亡した。
1945年3月31日、駅に対する連合国軍の攻撃が行われた。目標をはずれた爆弾が2軒の住居を破壊した。これにより5人の子供を含む7人が死亡した。
1945年4月3日、復活祭の火曜日にアメリカ陸軍航空軍第9航空爆撃隊（XXIX TAC、約230機の B-26、A-20、A-26）による空爆で 200人近い人が犠牲となった。飛行機はフランスのクラストル飛行場やドゥナン/プルーヴェ飛行場から、この街の攻撃に発進した。ヴェーザー橋はドイツ軍によって爆破され、建築学校は火薬が爆発した後、完全に焼失した。アメリカ陸軍第83歩兵師団第331歩兵連隊が1945年4月19日にベーヴェルンから進軍し、この郡庁所在都市を占領した。第二次世界大戦では305人以上のホルツミンデン出身の兵士が亡くなった。
ノイハウス・イム・ゾリングの墓地（メートヒェンベルク墓地）とミューレンベルクの墓地には1942年から1945年の間に強制労働従事者が埋葬された。アラースハイマー通りの市営墓地には182基の個人墓の他、ロシア人、ポーランド人、ハンガリー人の24人の戦争捕虜を葬った共同墓がある。2つの墓石が外国人死亡者の多さを示している。
1945年5月15日、米軍防空大隊の第556自走対空砲大隊がホルツミンデンに駐留した。この部隊はホルツミンデン、ノイハウス・イム・ゾリング、デーンゼン、マインブレクセンの砲台を占領し、1945年6月2日にアントウェルペンに移動した。
戦後、ここには1万人近い旧ドイツ東部領土、特にミルスク近郊の Rębiszów から追放された人々が移り住み、徐々に地元のコミュニティーに溶け込んでいった。ホルツミンデンはヒルデスハイムに軍政本部を置くイギリス管理区域に属した。ホルツミンデンにはイギリス兵が駐留したほか、1948年春までノルウェー軍第471旅団の約270人の兵士が占領軍として駐留した。
1946年、この街で4番目の化学系企業ボーンザック＆ゴーゼベルク GmbH (BOGO) がゾリング通りに設立され、アロマエッセンス、リキュールエキスや食品エキス、オイル類を生産した。同じ年にルモールタール通りにヘルマン・フィッシャー家具製造も開業した。1880年にライプツィヒで設立された企業 A.ブロックマン KG は飼料用石灰を製造する独立支社を設立した。
1947年に GSV (Gymnastik-Sport-Verein) ホルツミンデン（徒手体操クラブ）が設立された。当初は、Gymnasialsportverein という名称であった。1948年には現在も存続している SV ヴェーザーフロインデ・ホルツミンデン e.V. が発足した。エーバーハルト・シュリヒト圧力鋳造 GmbH & Co. KG も同じ1948年に設立され、自動車製造工場の下請けを行っている。
1949年、イギリス陸軍ライン軍団 (BAOR) のホルツミンデンに駐留していた第1工兵師団（特に第21工兵連隊）は1950年から1952年までニーンブルクに移転した。
ショッピングセンター・オーナーのヴァルトラウト・シュヴァーガーとヴェルナー・シュヴァーガーが1949年にアイゼナハからホルツミンデンに逃亡してきて、10月にオベーレ通り3番地に織物商 SCHWEGER GmbH を開店した。1959年4月18日には新しいショッピングセンター「カウフハウス・アム・マルクト」が開店した。シャウブルク映画館があったノイエ通りの建物が取り壊された後、1968年に複合ショッピングセンターが新築され、この店舗は1974年にさらに拡張された。現在、従業員数約170人のこの会社はラルフ＝ハルトムート・シュヴァーガーによって運営されている。1950年にハーマン運送会社 mbH & Co. KG、1952年にエルヴィン・ジモン印刷所、1953年にリューガー自動車ボディー GmbH がそれぞれ創業した。ヴェストポンメルンのゴレニュフにあった、かつての登録商標 WILAGOで有名なベルント・ラープス家具製造は1954年にホルツミンデンに移動した。1960年、リュヒトリンガー通りのハンス＝ゲオルク・バイヤー機械製造・駆動技術や、連邦防衛軍の下請け業者（汚染除去物質、飲料水浄化器）であるフロリダ化学ヴィルヘルム・ヴヌック GmbH、現在のグレゴール化学 GmbH が設立された。その1年後、クルト・シェーンはシュレーエンブッシュに電子製造、プリント基板製造のDKM電子KGを設立した。この会社は1980年代にオーストリアのシュピットタール・アン・デア・ドラウに移転した。
1965年にヴェーザー河岸に貨物専用駅が設けられた。ブレーメン＝ミンデナー水運 AG (BREMSAG) やヴェストフェリシャー・トランスポート AG (WTAG)（現在のレーヌス AG & Co. KG）、オーバーヴェーザー私営水運連盟の数多くのはしけがヴェーザー川の対岸に荷物を運んだ。
1938年の水晶の夜に破壊されたオーバーバッハ通りのホルツミンデン・ユダヤ教会のシナゴーグ跡は1968年に撤去された。ここには一時期カウフハウス・シュヴァーガー（ショッピングセンター）があった。1873年製の砂岩の基礎や支柱跡、記念プレートが旧市立博物館の入り口にあたるカッツェンスプルングにある。
ミッテラー通りの1677年に建てられた農家建築デュスターディーク＝クムレーンは1969年に取り壊され、1987年からデトモルト・ヴェストファーレン野外博物館に再建された。
1971年からこの街は郡立市民大学 (KVHS) の所在地となった。同じ年に極右のドイツ国家民主党の第5回党大会がホルツミンデンで開催された。さらにホルツミンデン州立建築工科学校とヒルデスハイム王立建築学校（1900年創立）が、ヒルデスハイム・ホルツミンデン専門大学として統合された。
1971年10月、ニーダーザクセン州とノルトライン＝ヴェストファーレン州の領域変更協定に基づいて、ホルツミンデン側のオッターバッハ地区が、シュターレ側の川岸と交換でリュヒトリンゲンの町域に編入された。これにより、112人がヘクスター市リュヒトリンゲン区の住人となった。
地域を越えたサービス提供者として、1976年に視覚障害者のための録音テープ新聞活動 e.V. が設立された。これはドイツ各地に「聴く新聞」をコピーし、配送する最大のサービスセンターの一つである。
1977年にビュルテ産業地区が整備され、レアル・ショッピングセンターの倉庫（2008年初めにカウフラントに売却された）やプラクティカー建築資材マーケットが進出した。その後、金属加工業者（オットー・キュンネッケ、ユスト金属製造）、自動車販売店、大型電気店（エキスパート、2008年からはメディア・マーケット）がこれに続いた。1978年にヴェーザー川の貨物船の航行が最終的に廃止された。
1985年、小児科、小児精神科、精神療法科の専門病院アルベルト・シュヴァイツァー治療院が開院した。1986年に H. アイラース運送 Co. KG が設立された。
1997年1月1日の時点でのこの街の人口は 22,020人で、全ホルツミンデン郡の総人口の 26.4 % を占めた。

## 行政

### 議会
ホルツミンデンの市議会は、34議席からなり、これに議長が加わる。

### 首長
市長のクリスティアン・ベルケ（無所属）は、202111月1日年からこの職にある。

### 紋章、旗、印章
この街の紋章は青地に、金の頂部を持つ赤い三角屋根の角塔が 3本描かれている。上部が丸い窓をそれぞれ1つずつ持つ2本のスリムな両側の塔は、窓が2つある中央の塔を見下ろしている。前景には防御柵が立てられている。中央にある上部が丸い門の扉は外側に広く開いている。青い開口部には、金の冠を被り赤い舌を出した右向き（向かって左向き）の白い獅子が描かれている。この紋章は、1535年の古い市の印章に基づいている。この印章にはすでに、2本の側塔にはさまれた開いた門が描かれている。
旗の色は、青 - 白である。
印章には紋章と「Stadt Holzenden」（ホルツミンデン市）という文字が描かれている。

### 姉妹都市
- レーヴェン（イギリス、ファイフ）

インターネット上で、しばしばノルマンディのシェルブール＝オクトヴィルと姉妹都市であるかのような記述があるが、この情報は誤りである。

## 文化と見所

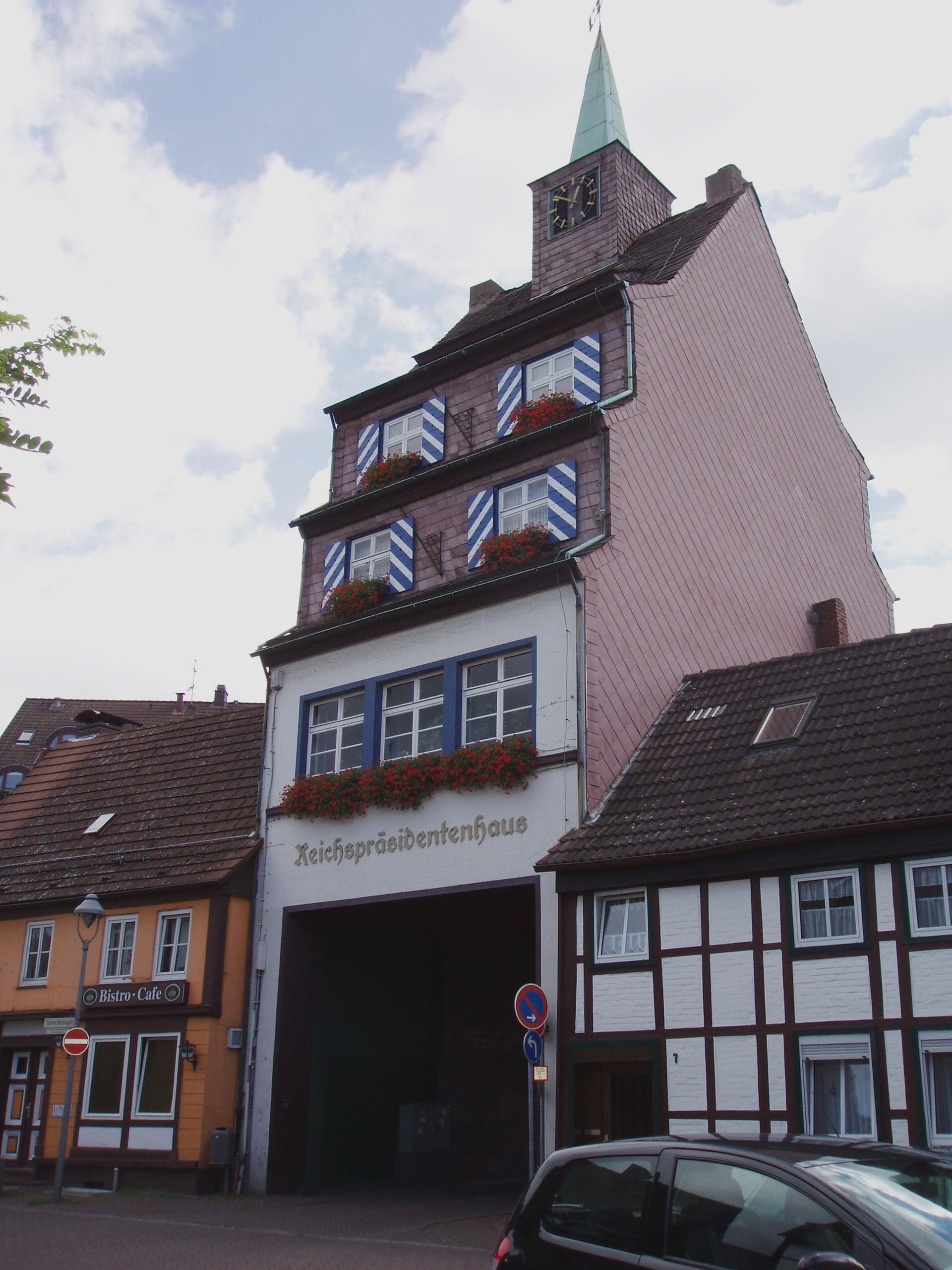
ライヒスプレジデンテンハウス

- コルベルクの官僚ニコラウス・テスマーはグラーベン通りの下端である43番地に家を建てた。現在はティリー・ハウスと呼ばれている。三十年戦争の時代ルッター・アム・バーレンベルゲの戦いの後、1625年の夏にティリー伯ヨハン・セルクラエスが滞在した。
- ルター教会（旧マリエン教会）
- アラースハイマー通りのユダヤ人墓地は記念文化財に指定されている。ここには現在、ホルツミンデンおよびその周辺地域のユダヤ人の墓石が90基ある。これらの墓は1824年から1933年までの間に埋葬されたものである。
- ハールマン広場沿いのヒルデスハイム＝ホルツミンデン専門大学（HAWK、旧建築学校）は1900年から1902年に建設された。1745年から1840年までここには製鉄所があった。
- ヴィルヘルム・ラーベの泉には、ヴィルヘルム・ラーベの郷土記「聖なる泉」にちなみ1927年にクラウス・エッケンブレーヒャーが創作した像がある。ゴルデナー・ヴィンケルには住居がある。
- 1929年建造のライヒスプレジデンテンハウスには、大学の卒業生の「マイスターの行列」を描いた1961年に建造された鐘がある。
- 1922年建造の市の楼門
- キルヒ通り4番地の住宅
- 1683年建造のゼヴェーリンシェ・ハウス（ハルプモント通り9番地）
- 手工芸の家
- 1891年に建造された泉があるマルクト広場は、北ドイツで最も古いマルクト広場の一つである。
- ドゥフテンダー・シュタットルントガング（直訳すると「香りの市内一周」）市内中心部に建つ15本の「香りの柱」にはそれぞれの場所にまつわる情報や香りについて記されている。
- ヴェーザー橋近くにある博物館船「シュレール」（閉鎖中）

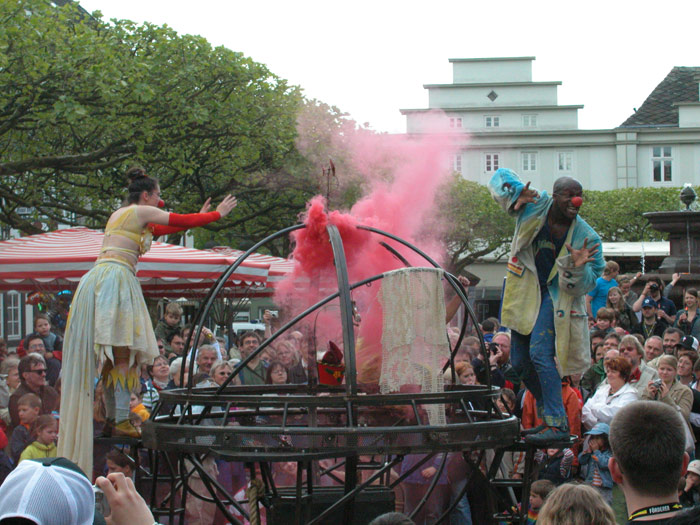
2005年のホルツミンデン国際街頭演劇祭の様子

### 催事
- ホルツミンデン市立ホール（客席数 1,100席）。2008年9月以降はシュタットマルケティング・ホルツミンデン GmbH によって運営されている。
- 2年ごとの聖霊降臨祭にホルツミンデン国際街頭演劇祭が開催される。
- 港祭。1980年代には大変人気があった。2008年に再開された。2008年には同時に、2009年花火師国際大会 (EUFIAS 世界コンクール）の公式予選として3州花火コンクールが開催された。
- カウフマンス公園では毎年子供祭が開催される。
- 1976年から毎年春に歩行者専用区域とマルクト広場でちびっ子祭が開催される。主催はホルツミンデン広告サークルである。

## 経済と社会資本

### 交通

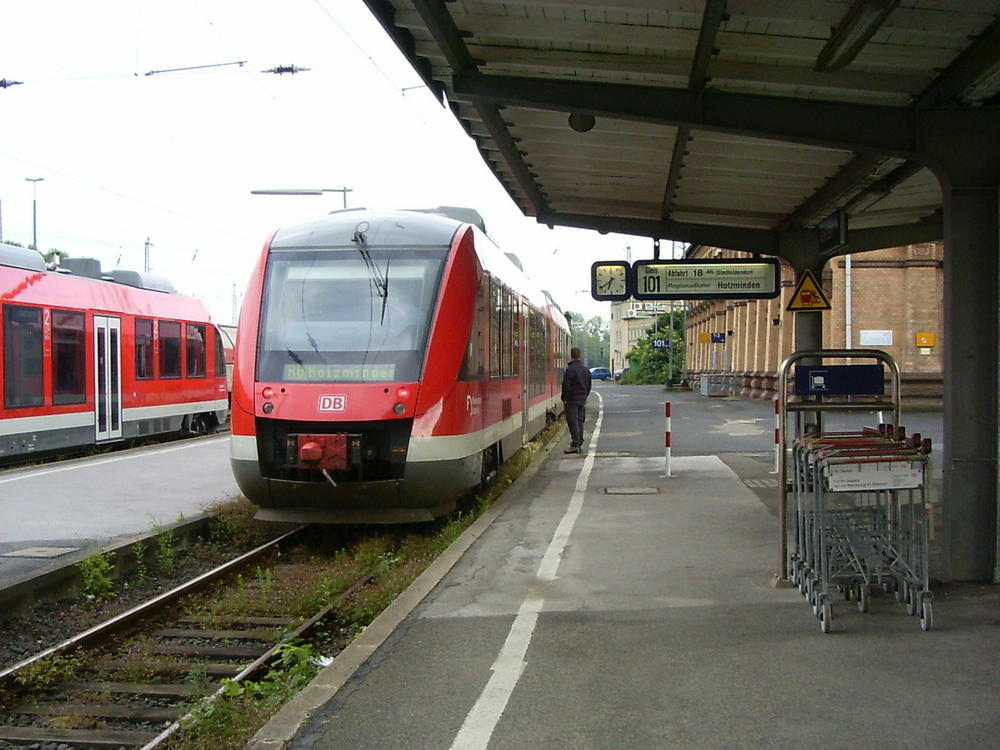
クライエンゼン駅に停車中のホルツミンデン行きの列車（コラディア LINT 41）

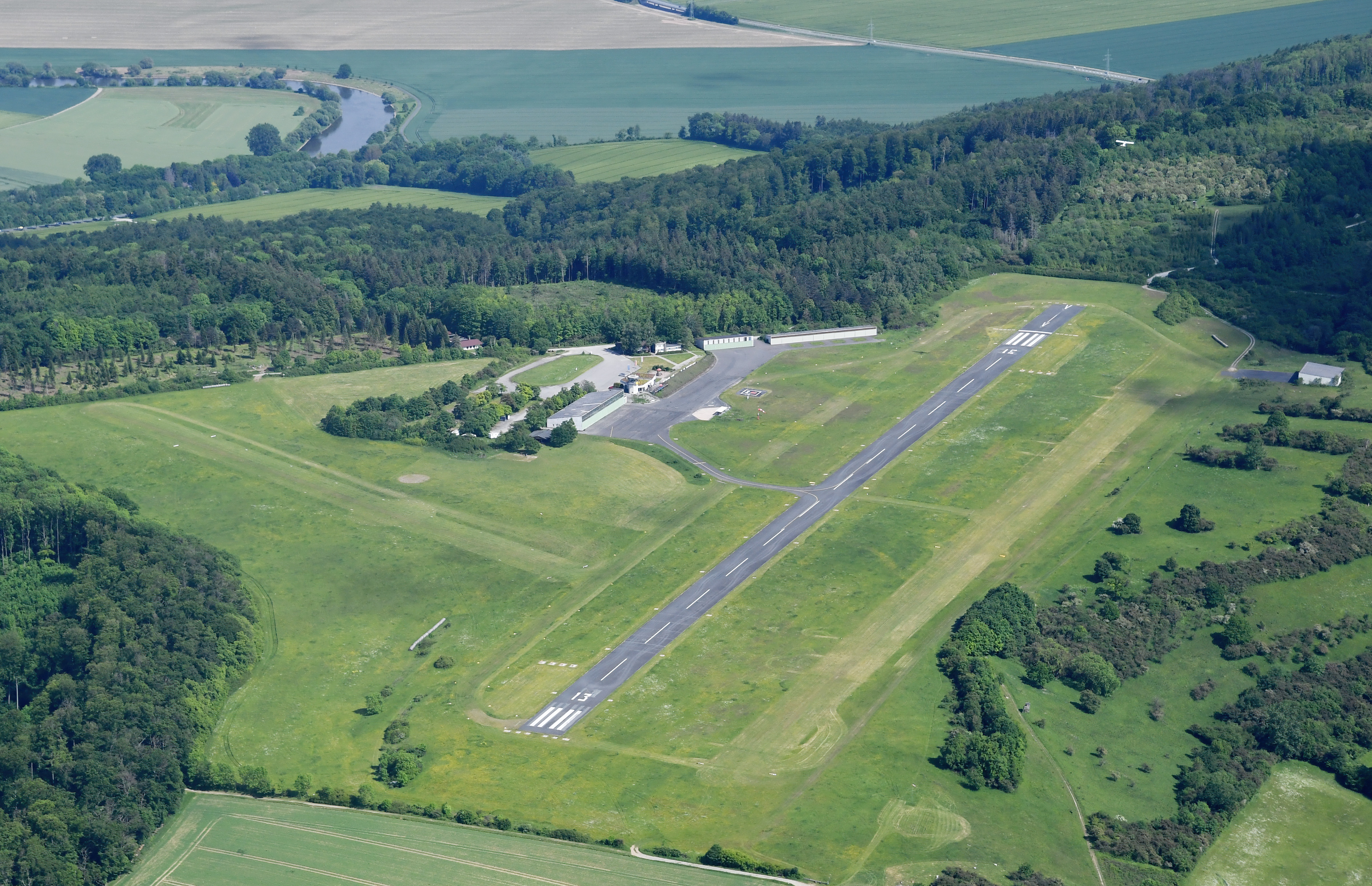
ヘクスター＝ホルツミンデン飛行場

#### 道路
ホルツミンデンは、連邦道B64、B83、B497号線、およびヨーロッパ自転車周遊道R1号線、ヴェーザー自転車道に面している。

#### 鉄道
ホルツミンデン駅はアルテンベーケン - クライエンゼン（ - ゴスラー）線が乗り入れる。西側区間は1時間ごとにレギオナルバーン84系統の「エッゲ鉄道」パーダーボルン - アルテンベーケン - オットベルゲン - ホルツミンデンが運行している。全線運行の列車はノルトヴェストバーンが運行している。クライエンゼン行きおよびその先のゴスラー行きは、DBレギオのレギオナルバーン列車が運行している。車両は気動車が使われ、ノルトヴェストバーンがボンバルディア＝タレントのドイツ鉄道643形、DBレギオがコラディアLINT 41（ドイツ鉄道648形）を用いている。
ホルツミンデン車両基地（Bwホルツミンデン）はドイツ鉄道の車両基地であったが、1978年に廃止された。
駅は、大きいものの、その多くの部分が使われていない。現在この駅は2つの鉄道会社・交通連盟の境界駅であり、それぞれの列車はここが終点となる。2007年12月に「Ksシグナルシステム」と呼ばれる新式の信号システムが導入され、2008年10月以降古い機械式の遮断機型信号およびその信号所と置き換えられている。これ以降、ポイント切り替え・信号システムはゲッティンゲンの電子信号所でコントロールされている。
1876年から2006年までは鉄道ホルツミンデン - シェルフェーデ線もあり、旅客運行は1984年まで営業されていたが、2006年以降すべての運行が停止されている。
1904年から2008年まで市内を走る「港湾線」と呼ばれる貨物路線がヴェーザー埠頭とアルテンベーケン - クライエンゼン線とを結んでおり、初めは製糖会社、後には穀物サイロへの輸送に利用されていた。港湾線の延長により、ノルトライン＝ヴェストファーレン州との州境直前のリュヒトリンガーヴェクまで路線が通じていた。シムライズ社への貨物列車の運行は2008年に廃止された。

#### 公共交通
ホルツミンデン郡の公共旅客交通は南ニーダーザクセン交通連盟の統轄下にあり、ここでパーダーボルン＝ヘクスター近郊交通連盟と境を接している。ブラウンシュヴァイク地方バスが様々な路線からなるジュートニーダーザクセンバスを運行している。
- 509系統: ホルツミンデン市内
- 510系統: ホルツミンデン - ウスラー
- 520系統: ホルツミンデン - ポレ - ボーデンヴェルダー - ハーメルン
- 521系統: ホルツミンデン - ポレ - バート・ピルモント
- 528系統: ホルツミンデン - リューレ - ボーデンヴェルダー
- 530系統: ホルツミンデン - ベーヴェルン - シュタットオルデンドルフ - エッシャースハウゼン - グリューネンプラン（デリヒゼン）
- 531系統: ホルツミンデン - ゴルムバッハ - シュタットオルデンドルフ
- 540系統: ホルツミンデン - シュタットオルデンドルフ - アインベック
- 551系統: ホルツミンデン - ノイハウス - ジルバーボルン - ホルツミンデン
- 554系統: ホルツミンデン - フュルステンベルク - ベーヴェルンゲン

また、市バスが北循環（501系統）、南循環（502系統）の2系統あり、全部で40の停留所を1時間ごとに運行している。

#### 船舶
ヴェーザー川に面したホルツミンデンは、連邦水路によって結ばれている。ヴェーザー川上流域の貨物航行は1978年までに完全にその機能を停止し、旅客船が観光業に寄与している。ホルツミンデンは2009年から「ヴェーザー船団」によって再び定期船が寄港するようになった。

#### 航空
ヘクスター＝ホルツミンデン飛行場がホルツミンデンから直線距離で約 4.5 km 南西にあり、ヘクスター＝ブレンクハウゼン経由（約 15 km）でアクセスする。

### 経済

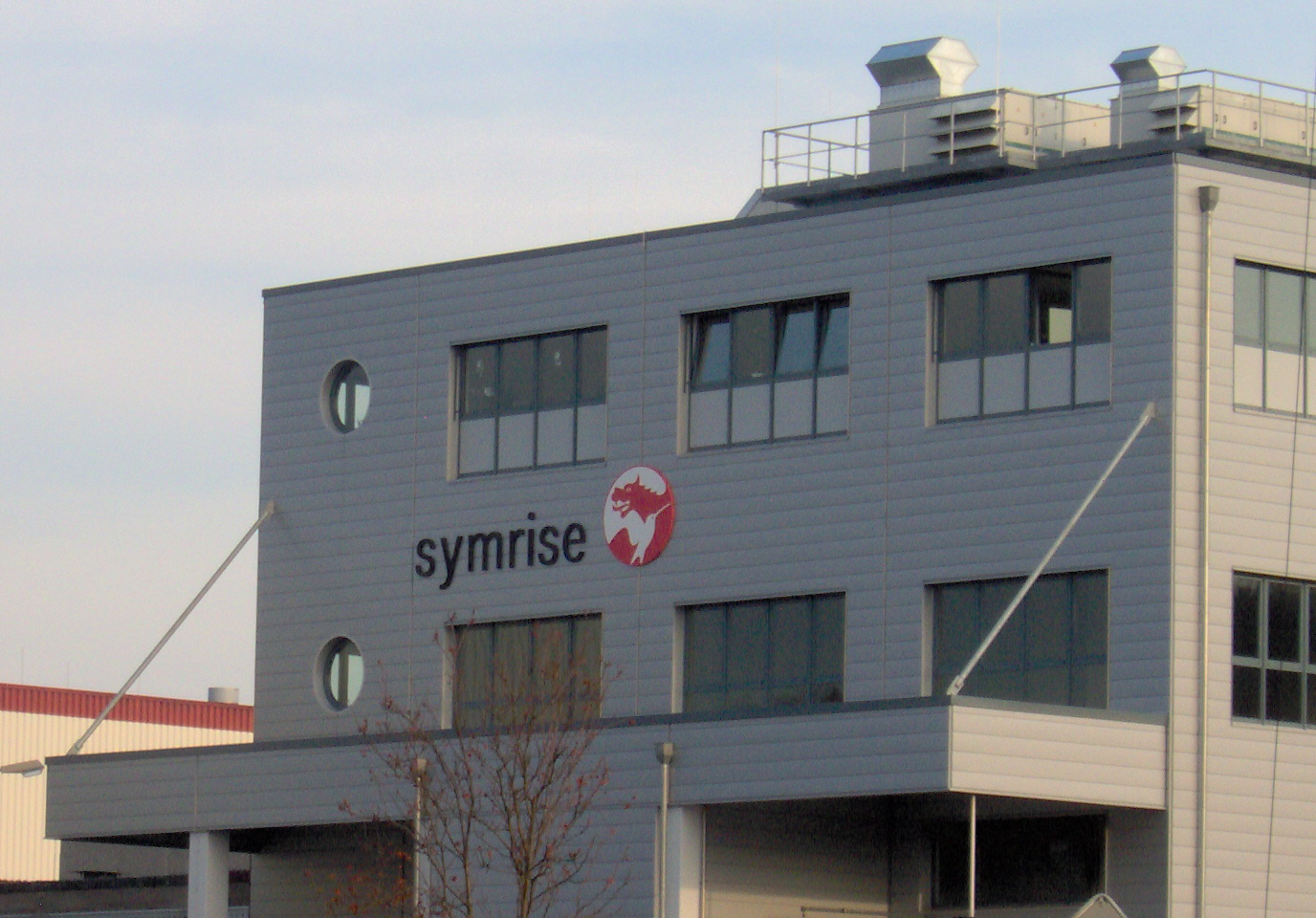
香料会社シムライズ

かつては主に生え抜きの木材やゾリング砂岩加工が市の重要な役割を担っていたが、現在では様々な分野の工業があり、香料の国際的中心地となっている。
工業分野の基礎は1874年にヴィルヘルム・ハールマン博士がフェルディナント・ティーマン教授とともにバニラの香りの主成分であるバニリンをトウヒの樹液から合成したことから始まる。彼はハールマン & ライマー社の創始者でもあった。この会社は、やはりホルツミンデンにあった Dragoco社と合わせて、この街だけで2000人以上の従業員を雇っていた。2003年に両企業は合併し、一つの会社シムライズとなった。この会社はスウェーデンの投資会社 EQT により管理され、2006年に株式公開された。シムライズは、香料の世界的リーダーであり、世界中で 5,000 人の従業員が働いている（ドイツ国内で約 2,000 人）。
1924年と1949年に設立された企業 Müller + Müller-Joh. GmbH + Co. KG では筒ガラスから容器を製造している。その顧客グループは主に国際的な製薬企業からなっている。
もう一つの世界中で知られたコンツェルンがホルツミンデンに本社および本社工場を置いている。電子機器、温水器、温熱器を製造するシュティーベル・エルトロンで、約 1,200 人が働いている。
O-Iグラスパックのホルツミンデンガラス工場は、約 500 人の従業員で酒類や食品のガラス容器を製造している。特筆すべきはリサイクルガラスの使用率が高いことで、エネルギーや原料の使用を最適化していることである。
ベンノ・ハイノとハインリヒ・ペンケは、サイジング紙を製造するためにハイネ＆ペンケ社を1906年に設立した。特に食品や菓子類の包装紙を生産している。現在ハイネ & ペンケは広大な工場を有している。紙の他に、プラスチックフィルム、アルミニウムやセロファンを製造している。
1854年にアラースハイム地区に同名のアラースハイム・ブラウエライ（ビール醸造所）が設立された。
1973年にカルルハインツ・シュラーダー社を創設した博士にちなんだ応用皮膚生理学の研究所であるカルルハインツ・シュラーダー研究所が1982年に設立された。どちらも Creachem GmbH傘下にある。
この街の貯蓄銀行機能は2008年1月1日から、NORD/LBに属すブラウンシュヴァイク地方貯蓄銀行が担っている。ホルツミンデンを含む旧ブラウンシュヴァイク公領地域におけるNORD/LBの覇権は歴史的要因によるもので1754年にまで遡る。この他に、コメルツ銀行AG、ドイツ銀行AG、および1932年に設立されたヴェーザーベルクラント国民銀行eG の各支店がある。最後のヴェーザーベルクラント国民銀行は、1901年創立でアルテンドルフにあったホルツミンデン・ライフアイゼン農業信用金庫を吸収した。
ホルツミンデンの工業・産業構造は、国際的に有名な電気機械産業、電子機器、ガラス加工、機械製造、印刷業分野の企業と、高い能力を持つ中規模手工業、サービス業、小売業者とがともに形成している。
- Müller + Müller-Joh. GmbH + Co. KG
- シュティーベル・エルトロン
- O-Iグラスパックのホルツミンデンガラス工場

### 軍事
ホルツミンデンは1770年にはすでに軍都であった。1909年にドイツ帝国第28駐屯軍が新たに創設された。1,350の都市が駐屯地になるためにベルリンの行政府に働きかけていた中での選出であった。1913年10月1日、ホルツミンデンは当時の市当局とユダヤ人商業顧問官アルベルト・カッツエンシュタインの尽力により、ハーメルン駐在の第4ハノーファー歩兵連隊 Nr.164の第3大隊「ディー・カッツエンシュタイナー」の641人の兵士の駐屯地となった。この連隊は第20師団に属した。1914年にこの大隊は第174連隊と兵営の建設によりこの大隊は廃止された。第一次世界大戦中は敵軍兵士の戦争捕虜収容施設が設けられた。1918年7月に第一次世界大戦中最大規模の脱走事件が起こった。1920年代には兵営は警察学校、女子高等中学校、財務局が利用していた。
1934年10月1日、ミンデンに駐屯していたハンス・フォン・ドナート少佐が率いる第19師団の工兵大隊がホルツミンデンに移動した。1935年10月15日にこの隊は第19工兵大隊と改称し、1937年にはシュトラスブールの第2アルザス工兵大隊19の伝統を引き継いだ。1938年までにはグリメンシュタインとボーデン通りに面した現在の兵営が完成し、アルザス工兵隊の伝統に則って「ゲネラールマジョール・ウンフェアツァクト兵営」（直訳すると、大胆不敵な少将の兵営）と名付けられた。さらにヴェーザー川に面した陸・水練兵場が造られた。1938年には池の畔のハールマン邸が接収され、司令官邸として改築された。1938年に830人の兵士からなる工兵大隊はジークフリート線に移動し、1939年のポーランド侵攻に参加した。1939年、第4工兵補充大隊がホルツミンデンに配属された。この大隊は1940年9月1日に、マクデブルクの第19工兵補充大隊と名称を交換した。第二次世界大戦中ホルツミンデンには、イギリス士官の捕虜収容所が設けられていた。
1945年から1949年まで兵営は、イギリスとノルウェーの占領軍が利用した。1949年、ここにドイツ連邦国境警備隊建築工学部隊 B Mitte が配属された。ドイツ連邦軍設立後の1956年7月にこの国境警備隊建築工学部隊はハンゲラーの国境警備隊の一部とともにカッセルに本部を置く第2装甲擲弾兵師団第2工兵大隊を形成した。1956年10月17日、この大隊は兵士600人規模に強化された。1957年、第7工兵大隊と改名され、ウンナの第7装甲擲弾兵師団に属すこととなった。1960年にこの大隊はハノーファーの第1装甲擲弾兵師団（後の第1装甲師団）の隷下に置かれ、第1工兵大隊と改称された。第4中隊から初めに第210装甲工兵中隊が、次いで第10装甲工兵中隊が編成された。
かつての工兵兵営ゲネラールマジョール・ウンフェアツァクト兵営は1964年8月19日にヘルハルト・フォン・メデムにちなんで「メデム兵営」と改称された。
2002年4月1日から兵数700人の第1装甲工兵大隊がこの街に駐屯している。2002年10月に第7装甲師団の隷下に入り、その後ミンデンの陸軍司令部およびハノーファーの第1装甲師団隷下に戻された。2003年8月に、1959年から設けられていた第10装甲工兵中隊が廃止された。2008年9月第150工兵大隊および第160工兵大隊が廃止され、第902工兵大隊が設けられた。この大隊はミンデンの第100工兵連隊の隷下にある。

### メディア
1777年に設立された企業 Druck-Verlagshaus Hüpke & Sohn Weserland-Verlag GmbH はホルツミンデンの Hüpke & Sohn Verwaltungs-GmbH & Co. KG 傘下にあり、日刊紙「テークリッヒャー・アンツァイガー・ホルツミンデン (TAH)」（発行部数12,000部）の発行者である。新聞の「シャウフェンスター」や「ヴェーザーボーテ・アム・ザムスターク (WAS)」もこの出版社が発行している。メディアコンツェルンであるハノーファーの Verlagsgesellschaft Madsack GmbH & Co. KG (VGM)（マドザック出版社）が 30 % 出資している。

### 公共施設
約200床のプロテスタント病院ホルツミンデンは市内中心部に近いフォルスター・ヴェク34番地にあり、51%が proDiako gGmbH、49%がプロテスタント病院ホルツミンデン財団の出資であり、ハノーファーに本部をおく proDiako ホールディングス傘下の病院である。この病院にはホルツミンデン郡の救急隊詰め所や緊急診療センターの他に外科、産婦人科、放射線科のコミュニティー・ヘルス・センターがある。

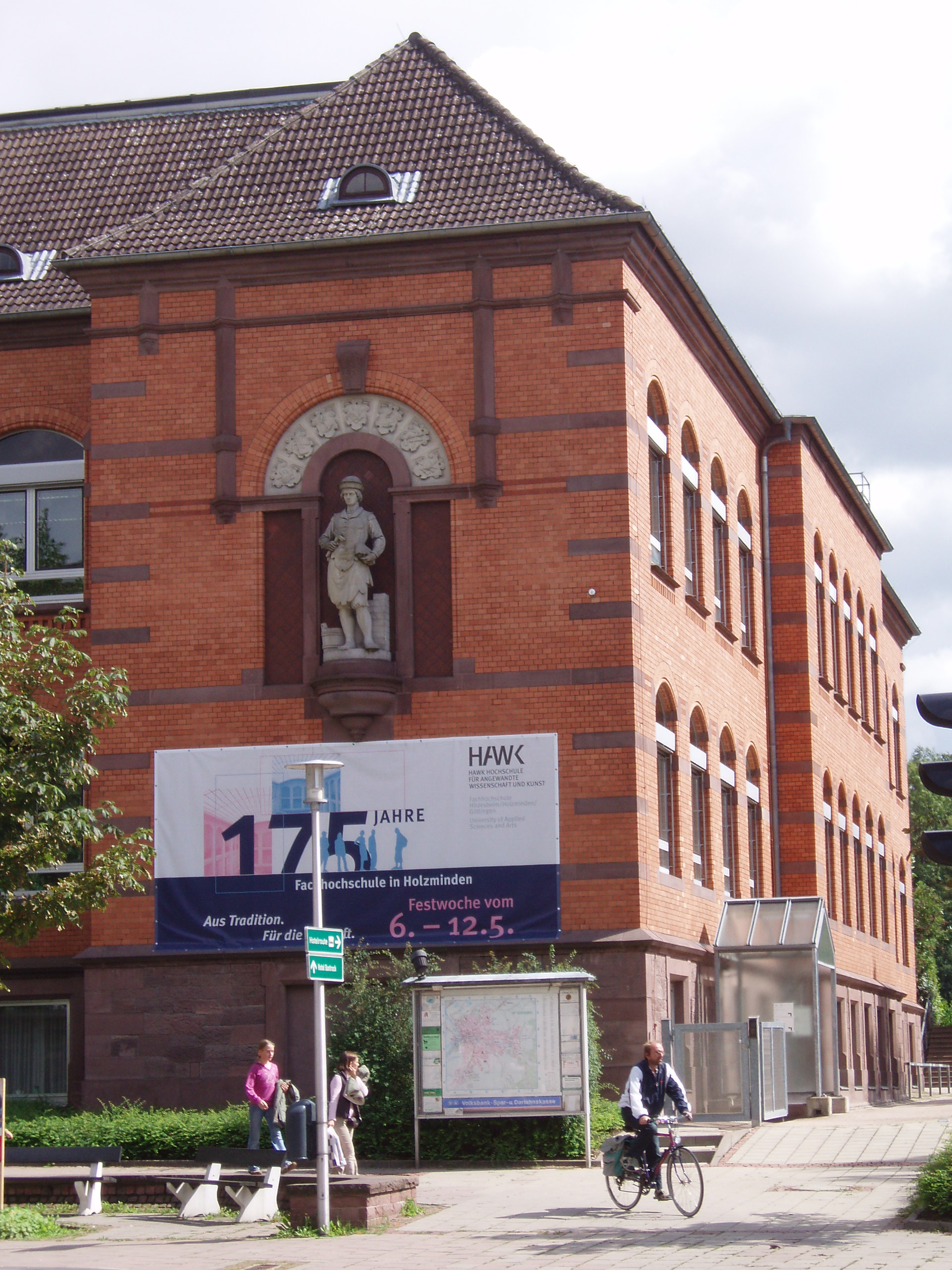
ヒルデスハイム・ホルツミンデン・ゲッティンゲン専門大学（ホルツミンデン）

### 教育
- 建築学校は1831年から1832年に郡の建築監督官フリードリヒ・ルートヴィヒ・ハールマンによって設立されたドイツで最も古い建築学校である。2000年からはヒルデスハイム・ホルツミンデン・ゲッティンゲン専門大学と称している。建築学科、土木建築工学科、不動産経済学科、国際建築学科、素材研究科といった学科があり、2003/2004年からは社会事業および健康学部の一部もある。2003年から大学は、「HAWK - 応用知識と技術の専門大学」と名称に付記している。
- カンペ・ギムナジウム。1760年創立。
- ラントシュールハイム・アム・ゾリングはLSHともゾリング寄宿学校とも呼ばれる。この学校は州内で有名な寄宿舎付きのギムナジウムで、1909年11月11日に創設された。
- 職業訓練学校のゲオルク・フォン・ランゲン・シューレには多くの学習コースがある（例えば、職業オリエンテーションクラス、職業準備クラス、職業専門クラス、専門ギムナジウム）[16]。
- 実科学校のドクトル・ハインリヒ・ジャスパー・シューレ
- 養護学校のシューレ・アム・ヴェーザー
- 基礎課程学校 4校
- 郡立市民大学 (KVHS)。 1971年創設。
- ホルツミンデン音楽学校 e.V.。 1977年創設。

### 教会と宗教団体
- プロテスタント自由教会（バプテスト）
- プロテスタント＝ルター派　ルター教会（聖マリエン教会）
- プロテスタント＝ルター派　聖ミヒャエリス教会
- プロテスタント＝ルター派　聖パウリ教会（アルテンドルフ）
- プロテスタント＝ルター派　聖トーマス教会
- プロテスタント＝ルター派　ノイハウス・イム・ゾリングおよびジルバーボルン教会
- プロテスタント　メデム兵営駐屯地司祭区
- ローマ・カトリック　聖ヨーゼフ教会
- ローマ・カトリック　聖ベネディクト教会ノイハウス・イム・ゾリングおよびジルバーボルン
- 新使徒派教会 (NAK)
- エホバの証人

## 人物

### 出身者
- クリスティアン・アウグスト・ブランディス（1790年 - 1867年）教授、哲学者、プロイセンの保健衛生官僚
- ヴィルヘルム・ハールマン（1847年 - 1931年）化学者。フリードリヒ・ティーマントともにバニリンの合成に成功した。
- エルヴィン・ベーメ（1879年 - 1917年）技師、軍人。第一次世界大戦の戦闘機パイロット。
- アドルフ・ホイジンガー（1897年 - 1982年）軍人。ドイツ連邦軍初代総監、NATO軍事委員会委員長。
- ニコラス・キーファー（1977年 - ）テニス選手。

### ゆかりの人物
- ヨハン・ゲオルク・フォン・ランゲン（1699年 - 1776年）森林・猟場監督官。ホルツミンデンの林業および製鉄業の創始者。
- ヴィルヘルム・ラーベ（1831年 - 1910年）作家。韻文におけるリアリズムの重要な主導者。
- ウーヴェ・シューネマン（1964年 - ）政治家。ニーダーザクセン州内務大臣。

## 引用
1. ↑  Landesamt für Statistik Niedersachsen, LSN-Online Regionaldatenbank, Tabelle A100001G: Fortschreibung des Bevölkerungsstandes, Stand 31. Dezember 2023
2. ↑  基本条例 § 5
3. ↑  基本条例 § 6
4. ↑  holzminden.de 市民サービス >人口と面積
5. ↑  History » 1910s
6. ↑  Katalog Le Nord en guerre S. 34–37
7. ↑  Stolen Years
8. ↑  Worcestershire Regiment(29th/36th of Foot) Web site
9. ↑  Kreisarchiv Holzminden B203/304
10. ↑  Hildesheim im Nationalsozialismus – Aspekte der Stadtgeschichte – LernWerkstatt Geschichte
11. ↑  http://www.antiaircraft.org/556.htm
12. ↑  基本条例 § 2, Abs. 1
13. ↑  基本条例 § 2, Abs. 2
14. ↑  基本条例 § 2, Abs. 3
15. ↑  http://holzminden-camp.com/
16. ↑  Homepage der BBS Holzminden, abgerufen am 26. Juli 2010